# Heimesdom
Der Heimesdom ist ein rund 3000 m hoher und kuppelförmiger Berg im ostantarktischen Viktorialand. Auf dem Malta-Plateau der Victory Mountains ragt er südlich des Mount Phillips auf.
Wissenschaftler der deutschen Expedition GANOVEX IV (1984–1985) benannten ihn. Namensgeber ist der Geodät Franz-Josef Heimes, ein Teilnehmer der Forschungsreise.